# Michaíl Kavás
Michaíl Kavás (grec moderne : Μιχαήλ Καβάς), né à Argos était un médecin et homme politique grec qui participa à la guerre d'indépendance grecque.
Il fit partie des otages retenus par les Ottoman à Tripolizza au début de la guerre d'indépendance. Après la prise de la ville, il s'engagea dans le conflit en tant que médecin.
Il fut élu député à l'assemblée nationale d'Astros et fut élu au parlement grec après l'indépendance.

## Sources
- (el) Phótios Chrysanthópoulos, Βίοι Πελοποννησίων ανδρών και των εξώθεν εις την Πελοπόννησον ελθόντων κληρικών, στρατιωτικών και πολιτικών των αγωνισαμένων τον αγώνα της επαναστάσεως, Athènes, Stávros Andrópoulos,‎ 1888, 335 p. (lire en ligne) p. 68
- (el) Parlement grec, Μητρώο Πληρεξουσίων, Γερουσαστών και Βουλευτών. 1822-1935, Athènes, Parlement grec,‎ 1986, 159 p. (lire en ligne) [PDF]